# Vincenzo Alberto Annese
Vincenzo Alberto Annese (Bisceglie, 22 de setembro de 1984) é um treinador de futebol e ex-futebolista italiano que atuava como meio-campo. Atualmente, está no comando da seleção de Belize.

## Carreira
Como jogador, Annese atuou nas categorias de base de Fidelis Andria, Molfetta e Venezia, e defendeu outras 3 equipes das divisões inferiores ´- Martina, Termoli e Noicattaro, onde encerrou a carreira devido a uma série de lesões.
Em 2010, iniciou a carreira de treinador no Molfetta, sendo remanejado para as categorias de base no mesmo ano. Passou ainda por Fidelis Andria (base e auxiliar-técnico), Foggia (preparador físico) E Paide LM (auxiliar-técnico), voltando a ser treinador em 2015, quando comandou a seleção Sub-19 da Armênia.
Após passagens por Saldus (Lituânia) Bechem United (Gana) Ahli Al-Khaleel (Palestina), PSIS Semarang (Indonésia) e Liria (Kosovo), Annese assinou, em 17 de junho de 2019, um contrato de um ano com o novo treinador da equipe nacional de Belize.